# Cerkiew Opieki Matki Bożej w Sławatyczach
Cerkiew Opieki Matki Bożej – prawosławna cerkiew parafialna w Sławatyczach. Należy do dekanatu Terespol diecezji lubelsko-chełmskiej Polskiego Autokefalicznego Kościoła Prawosławnego.
Pierwsza świątynia prawosławna w Sławatyczach powstała w końcu XV lub na początku XVI wieku. Po 1596 administrująca nią parafia przyjęła unię. Aktualnie działająca cerkiew została wzniesiona w latach 1910–1912 w miejsce pounickiej budowli z XVIII wieku. Fundatorem budynku był słowianofilski publicysta i ziemianin Kławdij Paschałow. Obiekt został oddany do użytku we wrześniu 1912 i odtąd był główną świątynią parafii w Sławatyczach. W latach 1915–1918 cerkiew pełniła funkcję szpitala polowego. W II Rzeczypospolitej ponownie stała się czynną świątynią prawosławną. W 1938 znajdowała się na liście cerkwi przeznaczonych do zniszczenia w ramach akcji polonizacyjno-rewindykacyjnej, jednak jej rozbiórkę powstrzymał proboszcz miejscowej parafii rzymskokatolickiej. W 1947, gdy ludność prawosławna ze Sławatycz została wywieziona w ramach Akcji „Wisła”, cerkiew została porzucona i przez kolejne trzy lata niszczała. Nieregularne nabożeństwa odbywały się w niej od Paschy w 1952. Do stałego użytku liturgicznego przywrócono ją w 1965 dzięki staraniom przełożonego monasteru św. Onufrego w Jabłecznej, archimandryty Eulogiusza.
Świątynia znajduje się w centrum miejscowości przy ulicy Kodeńskiej (po południowej stronie rynku). Została wpisana do rejestru zabytków 15 grudnia 1988 (powtórnie 20 września 2011) pod numerem A/1410.

## Historia

### Pierwsze cerkwie w Sławatyczach
Pierwsza parafia prawosławna w Sławatyczach została założona w XV stuleciu. Cerkiew na jej potrzeby ufundował Ursuł Wołoszyn, dworzanin Aleksandra Jagiellończyka, na początku XVI wieku lub według innego źródła w 1499. W pierwszych stuleciach istnienia cerkiew nosiła wezwania Narodzenia Matki Bożej oraz Wniebowstąpienia Pańskiego.
Parafia sławatycka pozostawała prawosławna do unii brzeskiej. Po jej zawarciu przyjęła katolicyzm w obrządku bizantyńskim razem z całą prawosławną eparchią chełmską. 
Od momentu budowy do 1721 w Sławatyczach funkcjonowało kolejno kilka cerkwi; każda świątynia była budowana na miejscu starszej, gdy ta ulegała zniszczeniu lub spaleniu. W 1721 Anna Radziwiłł sfinansowała budowę drewnianej dwukopułowej cerkwi z materiału pozostałego po starszej świątyni. Poleciła przy tym przenieść obiekt na koniec wsi, zaś na miejscu zajmowanym pierwotnie przez cerkiew wzniosła kościół. Według Grzegorza Pelicy fundatorem obiektu był kanclerz wielki litewski Karol Stanisław Radziwiłł, który już w 1698 uposażył parafię, zaś w 1721 przekazał fundusze, z których wzniesiono nową piętrową świątynię. Budowla posiadała podwójne wezwanie i dwa ołtarze: Narodzenia Matki Bożej (główny) i Opieki Matki Bożej. Opis z wizytacji biskupiej z 1726 mówi o eksponowaniu w cerkwi dwóch „wielkich starodawnych” ikon Opieki Matki Bożej (Protekcyi) oraz Chrystusa Zbawiciela. W świątyni znajdował się również żertwiennik (stół ofiarny) z Golgotą, natomiast w kopule wyobrażono Chrystusa Ukrzyżowanego oraz Trójcę Świętą na tle niebieskim ze złotymi gwiazdami.
Wnętrze cerkwi było przekształcane w miarę latynizacji obrządku unickiego. Dwa ołtarze w świątyni funkcjonowały do 1796. Następnie na miejscu ołtarza Protekcyi Matki Bożej wstawione zostały organy, tam też śpiewał chór. W cerkwi pojawiły się także stacje Drogi Krzyżowej. Protokół kolejnej wizytacji biskupiej z 1797 informuje, iż do parafii sławatyckiej należało 1107 osób. Kolatorem cerkwi był podkomorzy wielki litewski Hieronim Wincenty Radziwiłł.

### Budowa

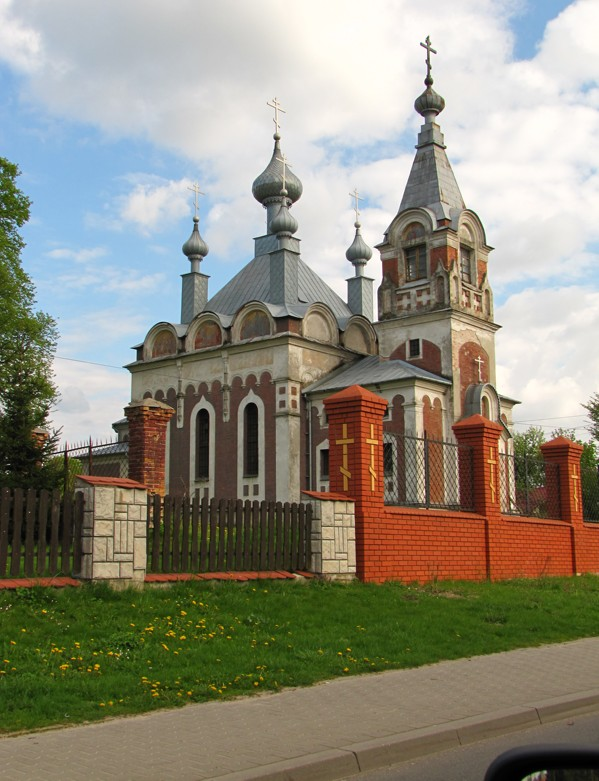
Cerkiew od północy

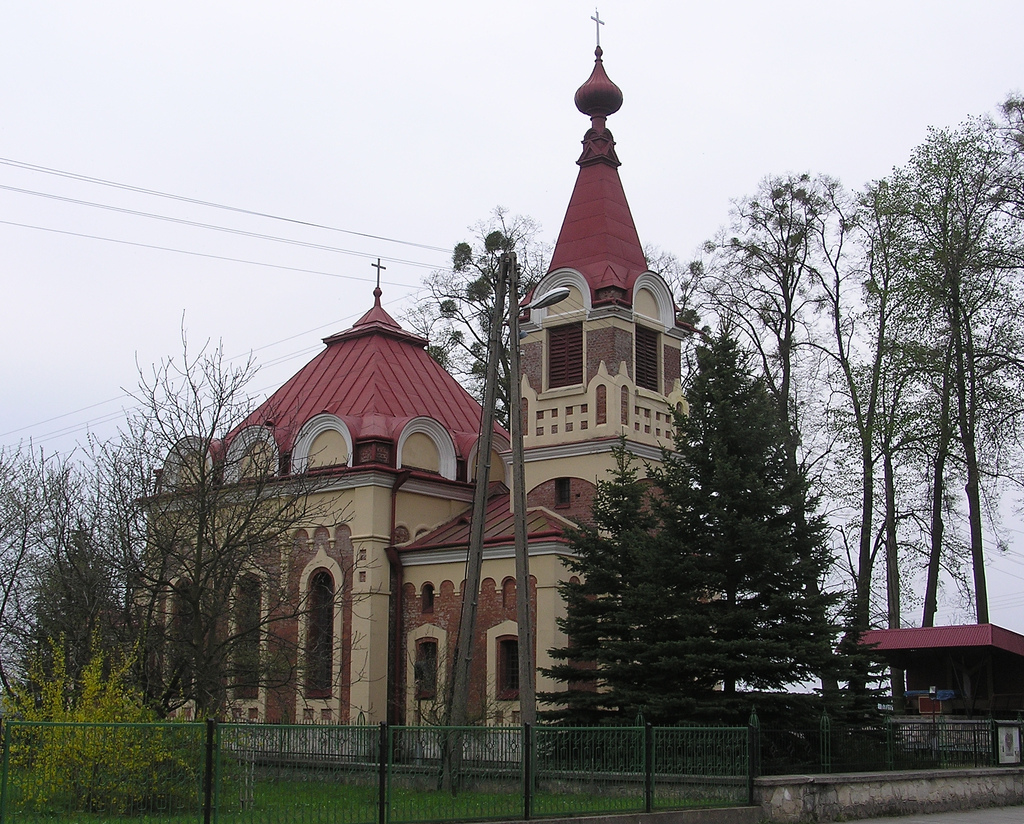
Cerkiew w Topólczy, obecnie (2013) katolicki kościół św. Izydora – jedna z czterech świątyń wzniesionych według analogicznego projektu, co cerkiew w Sławatyczach. Różnice w wyglądzie obydwu obiektów wynikają ze zmian wprowadzonych w świątyni w Topólczy po zmianie wyznania

Cerkiew w Sławatyczach pozostawała siedzibą parafii unickiej do 1875, gdy razem z całą diecezją chełmską została przyłączona do eparchii chełmsko-warszawskiej Rosyjskiego Kościoła Prawosławnego. Po zmianie wyznania z wnętrza obiektu usunięto elementy obce tradycji prawosławnej (organy, stacje Drogi Krzyżowej). Do budynku wstawiono nowy ikonostas i ołtarz z nowym antyminsem. Ponowne poświęcenie świątyni miało miejsce w 1886.
Na początku XX stulecia osiemnastowieczna świątynia była już w tak złym stanie technicznym, że proboszcz parafii ks. Władimir Antonowicz uznał ją za niezdatną do remontu. W analogicznym stanie była plebania. Drugim inicjatorem wzniesienia murowanej cerkwi we wsi był przełożony monasteru św. Onufrego w Jabłecznej archimandryta Serafin. W 1907 w Sławatyczach powstał nowy dom parafialny. Budowa nowej cerkwi rozpoczęła się dopiero trzy lata później, gdyż w eparchii już w kilku miejscowościach trwały prace nad wznoszeniem nowych świątyń i władze cerkiewne nie chciały rozpoczynać kolejnej inwestycji.
Fundusze na budowę cerkwi przekazał Artiemij Syczow z guberni czernihowskiej, jednak jego dar okazał się niewystarczający dla jej ukończenia. Ostatecznie drugim i głównym fundatorem budowli stało się małżeństwo ziemian tulskich Kławdija i Jelizawiety Paschałowów. Kławdij Paschałow, słowianofil, publicysta i działacz organizacji czarnosecinnych, razem z proboszczem sławatyckiej parafii oraz archimandrytą Serafinem, zasiadał w komitecie kierującym pracami budowlanymi. Świątynia została poświęcona i oddana do użytku 12 września 1912. Nie była jeszcze wówczas ukończona – polichromie w jej wnętrzu wykonano dopiero w 1914. Osiemnastowieczna drewniana cerkiew istniała nadal; została zburzona między rokiem 1915 a 1920.

### Funkcjonowanie cerkwi
Murowana cerkiew prawosławna działała w Sławatyczach przez trzy lata, gdyż w 1915 miejscowa ludność prawosławna zbiegła w głąb Rosji razem z ewakuującymi się wojskami rosyjskimi. Do Moskwy ewakuowany został proboszcz ks. Antonowicz wraz z żoną i niezamężną córką. W porzuconej świątyni urządzono szpital polowy.
W 1919 cerkiew w Sławatyczach nie znalazła się na liście świątyń prawosławnych przewidywanych przez polskie Ministerstwo Wyznań Religijnych i Oświecenia Publicznego do udostępnienia wiernym. Mimo to w 1921 władze Kościoła prawosławnego w Polsce zdołały legalnie reaktywować parafię w Sławatyczach i otworzyć cerkiew. Była to jedna z ośmiu świątyń w powiecie włodawskim. Według innego źródła cerkiew w Sławatyczach działała jako filia parafii św. Michała Archanioła w Holeszowie.
W 1938, w czasie akcji polonizacyjno-rewindykacyjnej, cerkiew została przeznaczona do rozbiórki. Obiekt ocalał, gdyż w jego obronie wystąpił proboszcz miejscowej parafii rzymskokatolickiej.
Cerkiew pozostała czynna w czasie II wojny światowej. Parafia przestała działać dopiero po wywiezieniu ludności ukraińskiej wyznania prawosławnego w czasie Akcji „Wisła”. Budynek świątyni został porzucony i był sukcesywnie dewastowany przez miejscową ludność. W zniszczonym obiekcie przez pewien czas mieścił się szalet. Odnowa budynku nastąpiła w 1950. Według wspomnień miejscowej ludności w roku tym nad zniszczoną świątynią w niewyjaśniony sposób miało pojawić się widoczne w promieniu 10 km światło. Skłoniło to proboszcza parafii rzymskokatolickiej w Sławatyczach do podjęcia starań o uporządkowanie obiektu. Po przeprowadzeniu prac porządkowych wejście do budynku zostało zabite deskami.
Wymieniane są różne daty ponownego otwarcia cerkwi. Według Grzegorza Pelicy już w 1952 ks. Mikołaj Dejneka odprawił w niej Świętą Liturgię z okazji Paschy, a następnie w świątyni nieregularnie odbywały się kolejne nabożeństwa. Oficjalnie natomiast cerkiew była czynna od 1957. W aktach Wydziału ds. Wyznań PWRN w Lublinie z 1956 świątynię sławatycką określono już jako siedzibę parafii. W rzeczywistości w roku tym Polski Autokefaliczny Kościół Prawosławny uzyskał prawo do korzystania ze świątyni, ale nie do zarejestrowania jej jako stałej placówki filialnej lub parafii. Zgoda na udostępnienie cerkwi – podobnie jak w przypadku kilku innych świątyń w regionie – miała związek ze wcześniejszymi rozmowami władz z prawosławną hierarchią w sprawie prowadzenia przez prawosławne duchowieństwo akcji misyjnej wśród grekokatolików, co szczególnie popierał metropolita warszawski i całej Polski Makary.
Erygowanie parafii nastąpiło dopiero w 1966, po wystąpieniu ze stosowną prośbą przez metropolitę warszawskiego i całej Polski Stefana. Władze lokalne zgodziły się na ponowne udostępnienie prawosławnym zdewastowanej budowli dzięki staraniom przełożonego monasteru św. Onufrego w Jabłecznej, archimandryty Eulogiusza. W 1966 przeprowadzono również niewielki remont budynku. Nabożeństwa w świątyni odprawiali mnisi z monasteru w Jabłecznej; dopiero w 1998 lub 1999 obowiązki te przejęli duchowni diecezji lubelsko-chełmskiej. W końcu lat 60. liczbę wiernych parafii sławatyckiej szacowano na 800 osób, badanie ankietowe wykazało znacznie mniejszą liczbę, tj. 300 wiernych. W 1969 według oficjalnych danych łącznie w Sławatyczach i Jabłecznej żyło 400 prawosławnych. Przy cerkwi funkcjonowało nauczanie religii. Na początku XXI wieku do placówki duszpasterskiej uczęszczało kilkanaście rodzin.
Kolejne prace remontowe w świątyni miały miejsce w 1997, dzięki staraniom arcybiskupa lubelskiego i chełmskiego Abla i miejscowej wspólnoty parafialnej. Z kolei po 2002 do cerkwi wstawiono nowe dzwony. Jeden z nich znajdował się pierwotnie w soborze Przemienienia Pańskiego w Lublinie, dwa inne – w dawnej cerkwi w Kodniu.
W 2012, w czasie uroczystości stulecia funkcjonowania świątyni, metropolita warszawski i całej Polski Sawa, arcybiskup lubelski i chełmski Abel i biskup gorlicki Paisjusz wyświęcili w sąsiedztwie cerkwi krzyż upamiętniający fundatorów obiektu, w szczególności Paschałowów, jak również zmarłych parafian.
W latach 2014–2016, dzięki pozyskanym zagranicznym środkom finansowym (w ramach projektu „Wschodniosłowiańskie dziedzictwo kulturowe – konserwacja, renowacja, digitalizacja zabytkowych cerkwi”) świątynia została gruntownie odrestaurowana. Remont cerkwi został w 2018 r. nagrodzony Laurem Konserwatorskim.

## Architektura

### Bryła budynku

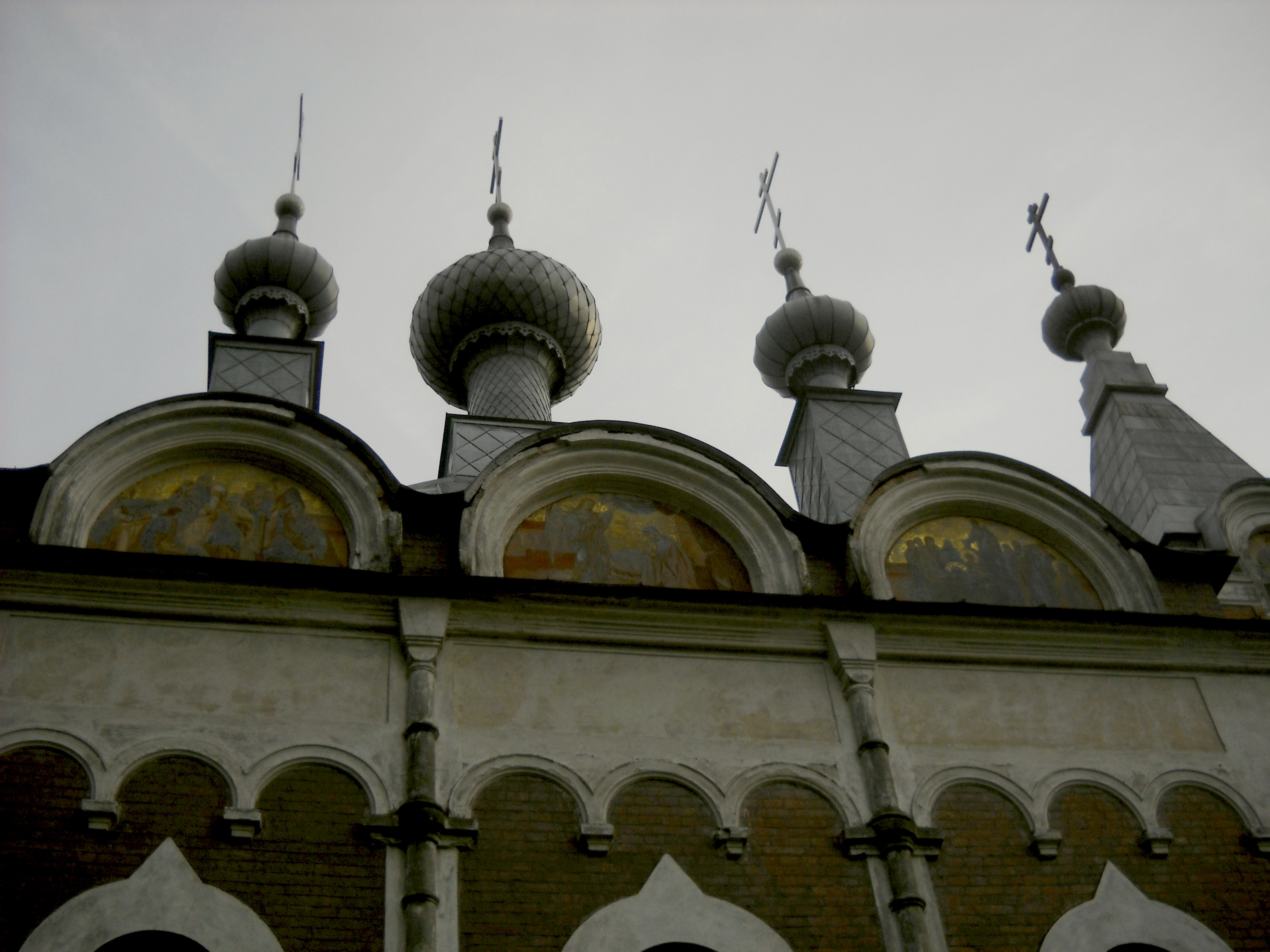
Zniszczone ikony na blasze we wnękach na jednej z bocznych ścian cerkwi, stan przed konserwacją w latach 2014–2016

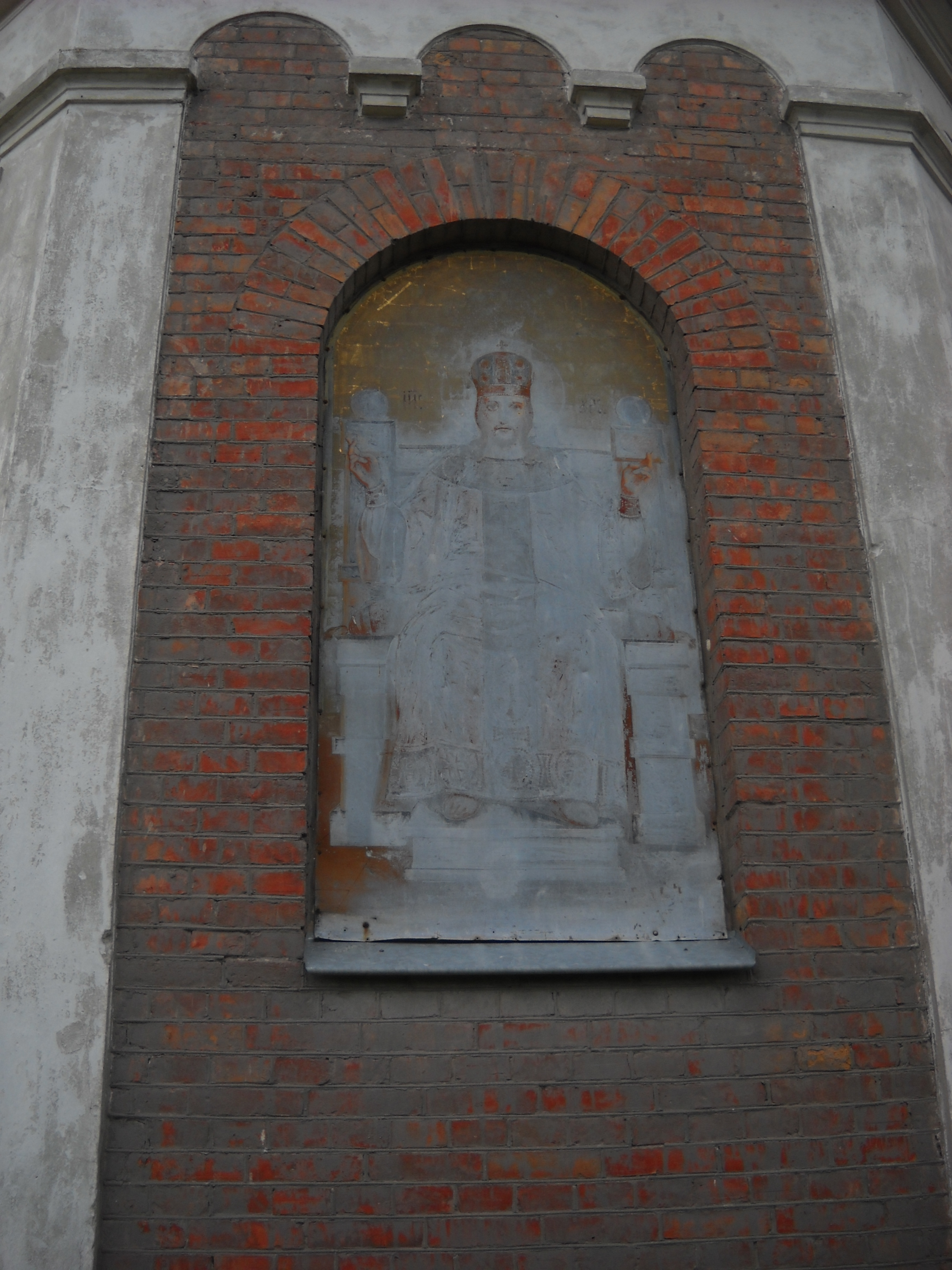
Fresk z postacią Chrystusa Zbawiciela na ścianie prezbiterium, stan przed konserwacją w latach 2014–2016

Cerkiew reprezentuje styl bizantyjsko-rosyjski. Autorem jej projektu był architekt eparchialny Aleksandr Puring. Opracowany przez niego plan został wykorzystany przy budowie pięciu różnych cerkwi w eparchii chełmskiej. Oprócz świątyni w Sławatyczach były to również budowle w Kryłowie, Oszczowie, Krupem i Topólczy. Według innego źródła analogiczny projekt zastosowano także w jednej z cerkwi w kompleksie monasterskim w Wirowie oraz w Husynnem. Wznoszenie grup identycznych świątyń na podstawie jednego projektu nie było wypadkiem wyjątkowym w ówczesnej rosyjskiej architekturze sakralnej.
Obiekt wzniesiono z cegły. Jest to budowla trójdzielna, z prostokątnym przedsionkiem, pojedynczą kwadratową nawą krytą dachem namiotowym i poligonalną absydą. Nad przedsionkiem wznosi się dzwonnica kryta dachem wieżowym, a ten z kolei wieńczy niewielka cebulasta kopuła. Nad nawą znajduje się pięć kolejnych kopuł, z których największa centralnie wykańcza dach, zaś pozostałe usytuowane są w jego narożnikach. Na zewnątrz bryłę budynku dekorują tynkowane opaski okienne, pilastry, gzymsy i fryz. Specyficzną cechą cerkwi w Sławatyczach (i bliźniaczych świątyń) na tle architektury cerkiewnej Królestwa Polskiego jest zastosowanie przy budowie czerwonej cegły i równoczesne wykonanie ozdobnych detali z białego kamienia. Inspiracją dla architekta były cerkwie moskiewskie, jednak znane z nich rozwiązania artystyczne i dekoracyjne nie zostały powtórzone wprost, a znacznie uproszczone. Mimo to twórca był zdania, że nałożenie ozdobnych detali z motywami kokoszników i fryzu kaflowego na zwartą (mimo tradycyjnej trójdzielności) bryłę budynku, przy równoczesnym wzniesieniu pięciu cebulastych kopuł, odda najważniejsze cechy stylu budownictwa sakralnego, jaki naśladował.
Poniżej dachu umieszczony został rząd wnęk, w które wstawiono pisane na blasze i złocone ikony przedstawiające sceny z życia Chrystusa. 

### Wystrój wnętrza

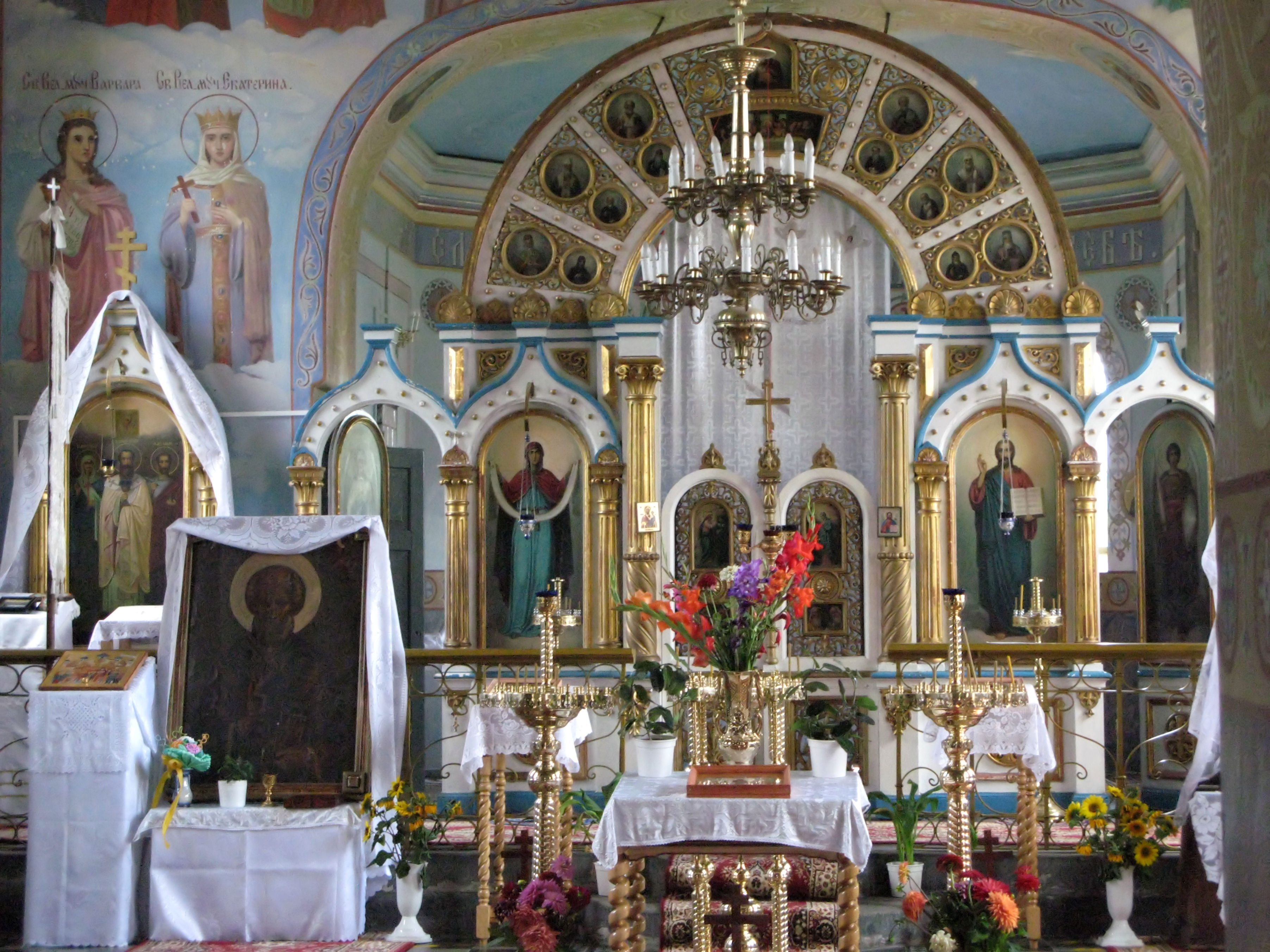
Wnętrze cerkwi

We wnętrzu świątyni znajduje się jednorzędowy ikonostas wraz z łukiem nad królewskimi wrotami, na którym widoczne są kolejne okrągłe ikony. Nad ikonostasem w dwóch grupach przedstawiono świętych związanych z Bizancjum oraz z Rusią Kijowską. Ikonostasy takie znajdowały się we wszystkich cerkwiach wzniesionych według identycznego projektu Puringa z fundacji Paschałowów. W obiekcie przechowywane są ikony Chrystusa Pantokratora i św. Mikołaja z przełomu XVIII i XIX w. Ponadto na wyposażeniu cerkwi pozostaje ikona patronów rodziny fundującej obiekt – świętych Klaudiusza, Elżbieta i Bazylego. 
Pozostałe zabytkowe ikony stanowiące wyposażenie sławatyckiej cerkwi zostały z niej wywiezione po 1945. W świątyni znajdują się także dwa feretrony zachowane z czasów unickich, powstałe w XVIII wieku. Pierwszy z nich przedstawia postać Matki Bożej wzorowaną na ikonie poczajowskiej oraz św. Onufrego, ujęte w ramę z motywem Oka Opatrzności i puttów. Drugi ukazuje Matkę Bożą z Dzieciątkiem oraz św. Józefa z Dzieciątkiem.